# Listă de filme thriller din anii 1970
Aceasta este o listă de filme thriller lansate în anii 1970.
| 1970                                     |                                   |                                                                       |                                                                                    |                                        |
| And Soon the Darkness                    | Robert Fuest                      | Pamela Franklin, Michele Dotrice, Sandor Eles                         | Regatul Unit al Marii Britanii și al Irlandei de Nord                              | [ 1 ]                                  |
| The Bird with the Crystal Plumage        | Dario Argento                     | Tony Musante, Suzy Kendall, Eva Renzi                                 | Italia · Germania de Vest                                                          | [ 2 ]                                  |
| The Breach                               | Claude Chabrol                    | Stéphane Audran, Jean-Pierre Cassel, Michel Bouquet                   | Franța · Italia · Belgia                                                           | [ 3 ]                                  |
| The Butcher                              | Claude Chabrol                    | Stéphane Audran, Jean Yanne                                           | Franța · Italia                                                                    | [ 4 ]                                  |
| Le Cercle rouge                          | Jean-Pierre Melville              | Alain Delon, Bourvil, Gian Maria Volonté, Yves Montand                | Franța · Italia                                                                    | [ 5 ]                                  |
| Cold Sweat                               | Terence Young                     | Charles Bronson, Liv Ullmann, Jill Ireland                            | Franța · Italia                                                                    | [ 6 ]                                  |
| Colossus: The Forbin Project             | Joseph Sargent                    | Eric Braeden, Susan Clark, Gordon Pinsent                             | Statele Unite ale Americii                                                         | [ 7 ]                                  |
| Dernier domicile connu                   | José Giovanni                     | Lino Ventura, Marlène Jobert, Michel Constantin                       | Franța · Italia                                                                    | [ 8 ]                                  |
| Five Dolls for an August Moon            | Mario Bava                        | William Berger, Edwige Fenech, Renato Rossini                         | Italia                                                                             | [ 9 ]                                  |
| Fragment of Fear                         | Richard Sarafian                  | David Hemmings, Gayle Hunnicutt, Flora Robson                         | Regatul Unit al Marii Britanii și al Irlandei de Nord                              | [ 10 ]                                 |
| Hatchet for the Honeymoon                | Mario Bava                        | Femi Benussi, Laura Betti, Alan Collin                                | Italia · Spania                                                                    | [ 11 ]                                 |
| La Horse                                 | Pierre Granier-Deferre            | Jean Gabin, Elenore Hirt, André Weber                                 | Franța · Italia · Germania de Vest                                                 | Crime thriller                         |
| The Kremlin Letter                       | John Huston                       | Bibi Andersson, Richard Boone, Nigel Green                            | Statele Unite ale Americii                                                         | [ 13 ]                                 |
| Nelle pieghe della carne                 | Sergio Bergonzelli                | Eleonora Rossi-Drago                                                  | Italia                                                                             | [ 14 ]                                 |
| Nightmares Come at Night                 | Jesús Franco                      | Diana Lorys                                                           | Liechtenstein                                                                      | [ 15 ]                                 |
| Qui?                                     | Leonard Keigel                    | Romy Schneider, Maurice Ronet, Gabriele Tinti                         | Franța · Italia                                                                    | [ 16 ]                                 |
| Rider on the Rain                        | René Clément                      | Marlène Jobert, Charles Bronson, Annie Cordy                          | Franța · Italia                                                                    | [ 17 ]                                 |
| 1971                                     |                                   |                                                                       |                                                                                    |                                        |
| L'aiguana della lingua di fuoco          | Riccardo Freda                    | Dominique Boschero, Werner Pochath                                    | Italia · Franța · Germania de Vest                                                 | [ 18 ]                                 |
| The Anderson Tapes                       | Sidney Lumet                      | Sean Connery, Dyan Cannon, Martin Balsam                              | Statele Unite ale Americii                                                         | [ 19 ]                                 |
| The Andromeda Strain                     | Robert Wise                       | Arthur Hill, David Wayne, James Olson                                 | Statele Unite ale Americii                                                         | [ 20 ]                                 |
| The Case of the Scorpion's Tail          | Sergio Martino                    | George Hilton, Luigi Pistilli, Janine Reynaud                         | Italia · Spania                                                                    | [ 21 ]                                 |
| Le casse                                 | Henri Verneuil                    | Jean-Paul Belmondo, Omar Sharif, Dyan Cannon                          | Franța                                                                             | Crime thriller                         |
| The Cat o' Nine Tails                    | Dario Argento                     | Emilio Marchesini, Vittorio Congia                                    | Germania de Vest · Italia · Franța                                                 | [ 23 ]                                 |
| Cold Eyes of Fear                        | Enzo G. Castellari                | Gianni Garko, Franco Marletta, Julián Mateos                          | Italia · Spania                                                                    | [ 24 ]                                 |
| The Deadly Trap                          | René Clément                      | Faye Dunaway, Frank Langella, Barbara Parkins                         | Franța · Italia                                                                    | [ 25 ]                                 |
| The Devil With Seven Faces               | Osvaldo Civirani                  | Carroll Baker, Stephen Boyd, George Hilton                            | Italia                                                                             | [ 26 ]                                 |
| Dirty Harry                              | Don Siegel                        | Clint Eastwood, Harry Guardino, Reni Santoni                          | Statele Unite ale Americii                                                         | [ 27 ]                                 |
| $                                        | Richard Brooks                    | Warren Beatty, Goldie Hawn, Gert Fröbe                                | Statele Unite ale Americii                                                         | Comedy thriller                        |
| Duel                                     | Steven Spielberg                  | Dennis Weaver, Jacqueline Scott, Eddie Firestone                      | Statele Unite ale Americii                                                         | [ 29 ]                                 |
| Four Flies on Grey Velvet                | Dario Argento                     | Michael Brandon                                                       | Italia · Franța                                                                    | [ 30 ]                                 |
| The French Connection                    | William Friedkin                  | Gene Hackman                                                          | Statele Unite ale Americii                                                         | Action thriller                        |
| Fright                                   | Peter Collinson                   | Tara Collinson                                                        | Regatul Unit al Marii Britanii și al Irlandei de Nord                              | [ 32 ]                                 |
| Get Carter                               | Mike Hodges                       | Michael Caine, Ian Hendry, Britt Ekland                               | Regatul Unit al Marii Britanii și al Irlandei de Nord                              | Crime thriller                         |
| Giornata nera per l'ariete               | Luigi Bazzoni                     | Wolfgang Preiss, Franco Nero                                          | Italia                                                                             | [ 34 ]                                 |
| Gumshoe                                  | Stephen Frears                    | Albert Finney, Billie Whitelaw, Frank Finlay                          | Regatul Unit al Marii Britanii și al Irlandei de Nord                              | [ 35 ]                                 |
| Klute                                    | Alan J. Pakula                    | Jane Fonda, Donald Sutherland                                         | Statele Unite ale Americii                                                         | [ 36 ]                                 |
| A Lizard in a Woman's Skin               | Lucio Fulci                       | Florinda Bolkan, Stanley Baker                                        | Italia · Franța · Spania                                                           | [ 37 ]                                 |
| La Morte cammina con i tacchi alti       | Luciano Ercoli                    | Nieves Navarro, Frank Wolff, Simon Andreu                             | Italia                                                                             | [ 38 ]                                 |
| Play Misty for Me                        | Clint Eastwood                    | Clint Eastwood, Jessica Walter, Donna Mills                           | Statele Unite ale Americii                                                         | [ 39 ]                                 |
| Pretty Maids All in a Row                | Roger Vadim                       | Rock Hudson, Angie Dickinson, Angie Dickinson                         | Statele Unite ale Americii                                                         | Comedy thriller                        |
| The Resurrection of Zachary Wheeler      | Robert Wynn                       | Richard Schuyler, Jim Healey                                          | Statele Unite ale Americii                                                         | [ 41 ]                                 |
| See No Evil                              | Richard Fleischer                 | Mia Farrow, Dorothy Alison, Robin Bailey                              | Regatul Unit al Marii Britanii și al Irlandei de Nord                              | [ 42 ]                                 |
| Lo strano vizio della signora Wardh      | Sergio Martino                    | George Hilton, Ivan Rassimov                                          | Italia · Spania                                                                    | [ 43 ]                                 |
| Straw Dogs                               | Sam Peckinpah                     | Dustin Hoffman, Susan George, Peter Vaughan                           | Regatul Unit al Marii Britanii și al Irlandei de Nord                              | [ 44 ]                                 |
| Vanishing Point                          | Richard C. Sarafian               | Barry Newman, Cleavon Little, Dean Jagger                             | Statele Unite ale Americii                                                         | Action thriller                        |
| What's the Matter with Helen?            | Curtis Harrington                 | Debbie Reynolds, Shelley Winters, Dennis Weaver                       | Statele Unite ale Americii                                                         | [ 46 ]                                 |
| 1972                                     |                                   |                                                                       |                                                                                    |                                        |
| L'Attentat                               | Yves Boisset                      | Michel Piccoli, Jean-Louis Trintignant, Jean Seberg                   | Franța · Italia · Germania de Vest                                                 | [ 47 ]                                 |
| The Case of the Bloody Iris              | Giuliano Carmineo, Anthony Ascott | Edwige Fenech, George Hilton, Annabella Incontrera                    | Italia                                                                             | [ 48 ]                                 |
| La Course Du Lièvre à Travers les Champs | René Clément                      | Jean-Louis Trintignant, Robert Ryan, Lea Massari                      | Franța · Statele Unite ale Americii · Italia                                       | [ 49 ]                                 |
| Dead Pigeon on Beethoven Street          | Samuel Fuller                     | Glenn Corbett, Christa Lang, Anton Diffring                           | Germania de Vest                                                                   | [ 50 ]                                 |
| Don't Torture a Duckling                 | Lucio Fulci                       | Florinda Bolkan, Barbara Bouchet, Tomas Milian                        | Italia                                                                             | [ 51 ]                                 |
| Fear Is the Key                          | Michael Tuchner                   | Barry Newman, Suzy Kendall, John Vernon                               | Regatul Unit al Marii Britanii și al Irlandei de Nord                              | [ 52 ]                                 |
| Un flic                                  | Jean-Pierre Melville              | Alain Delon, Catherine Deneuve, Richard Crenna                        | Franța                                                                             | Crime thriller                         |
| Frenzy                                   | Alfred Hitchcock                  | Jon Finch, Barry Foster                                               | Statele Unite ale Americii · Regatul Unit al Marii Britanii și al Irlandei de Nord | [ 54 ]                                 |
| The Getaway                              | Sam Peckinpah                     | Steve McQueen, Ali MacGraw, Ben Johnson                               | Statele Unite ale Americii                                                         | Action thriller, crime thriller        |
| Images                                   | Robert Altman                     | Susannah York, René Auberjonois                                       | Republica Irlanda                                                                  | [ 56 ]                                 |
| The Mechanic                             | Michael Winner                    | Charles Bronson, Keenan Wynn, Jan-Michael Vincent                     | Statele Unite ale Americii                                                         | Crime thriller                         |
| La Morte Accarezza a Mezzanotte          | Luciano Ercoli                    | Nieves Navarro, Simon Andreu, Pietro Martellanz                       | Italia · Spania                                                                    | [ 58 ]                                 |
| The Other                                | Robert Mulligan                   | Uta Hagen, Diana Muldaur, Chris Udvarnoky                             | Statele Unite ale Americii                                                         | [ 59 ]                                 |
| Prime Cut                                | Michael Ritchie                   | Lee Marvin, Gene Hackman, Angel Tompkins                              | Statele Unite ale Americii                                                         | [ 60 ]                                 |
| Pulp                                     | Mike Hodges                       | Michael Caine, Mickey Rooney, Lionel Stander                          | Regatul Unit al Marii Britanii și al Irlandei de Nord                              | Comedy thriller                        |
| Seven Blood Stained Orchids              | Umberto Lenzi                     | Pier Paolo Capponi, Franco Fantasia, Uschi Glas                       | Germania de Vest · Italia                                                          | [ 62 ]                                 |
| Sleuth                                   | Joseph L. Mankiewicz              | Laurence Olivier, Michael Caine                                       | Regatul Unit al Marii Britanii și al Irlandei de Nord                              | Psychological thriller                 |
| State of Siege                           | Costa-Gavras                      | Yves Montand, Renato Salvatori, O.E. Hasse                            | Franța · Italia · Germania de Vest                                                 | [ 64 ]                                 |
| Straight on Till Morning                 | Peter Collinson                   | Tom Bell, Harold Berens, James Bolam                                  | Regatul Unit al Marii Britanii și al Irlandei de Nord                              | [ 65 ]                                 |
| What Have You Done to Solange?           | Massimo Dallamano                 | Joachim Fuchsberger, Camille Keaton, Fabio Testi                      | Germania de Vest · Italia                                                          | [ 66 ]                                 |
| Who Saw Her Die?                         | Aldo Lado                         | Dominique Boschero, Adolfo Celi, Peter Chatel                         | Italia · Germania de Vest                                                          | [ 67 ]                                 |
| Whoever Slew Auntie Roo?                 | Curtis Harrington                 | Shelley Winters, Mark Lester, Ralph Richardson                        | Regatul Unit al Marii Britanii și al Irlandei de Nord · Statele Unite ale Americii | Psychological thriller                 |
| You'll Like My Mother                    | Lamont Johnson                    | Patty Duke, Rosemary Murphy, Richard Thomas                           | Statele Unite ale Americii                                                         | [ 69 ]                                 |
| 1973                                     |                                   |                                                                       |                                                                                    |                                        |
| Charley Varrick                          | Don Siegel                        | Walter Matthau, Joe Don Baker, Felicia Farr                           | Statele Unite ale Americii                                                         | Action thriller, crime thriller        |
| The Crazies                              | George A. Romero                  | Edith Bell, Lane Carroll, Will Disney                                 | Statele Unite ale Americii                                                         | Action thriller                        |
| The Day of the Dolphin                   | Mike Nichols                      | George C. Scott, Trish VanDevere, Paul Sorvino                        | Statele Unite ale Americii                                                         | [ 72 ]                                 |
| Don't Look Now                           | Nicolas Roeg                      | Julie Christie, Donald Sutherland                                     | Regatul Unit al Marii Britanii și al Irlandei de Nord · Italia                     | [ 73 ]                                 |
| The Day of the Jackal                    | Fred Zinnemann                    | Edward Fox, Michel Lonsdale                                           | Regatul Unit al Marii Britanii și al Irlandei de Nord · Franța                     | [ 74 ]                                 |
| Executive Action                         | David Miller                      | Burt Lancaster, Robert Ryan, Will Geer                                | Statele Unite ale Americii                                                         | [ 75 ]                                 |
| The Laughing Policeman                   | Stuart Rosenberg                  | Walter Matthau, Bruce Dern, Louis Gossett, Jr.                        | Statele Unite ale Americii                                                         | [ 76 ]                                 |
| The Long Goodbye                         | Robert Altman                     | Elliott Gould, Nina Van Pallandt                                      | Statele Unite ale Americii                                                         | [ 77 ]                                 |
| The MacKintosh Man'                      | John Huston                       | Paul Newman, Dominique Sanda, James Mason                             | Regatul Unit al Marii Britanii și al Irlandei de Nord                              | [ 78 ]                                 |
| Magnum Force                             | Ted Post                          | Clint Eastwood, Hal Holbrook, Mitchell Ryan                           | Statele Unite ale Americii                                                         | Action thriller                        |
| Night Flight from Moscow                 | Henri Verneuil                    | Yul Brynner, Henry Fonda, Dirk Bogarde                                | Germania de Vest · Franța · Italia                                                 | Psychological thriller                 |
| The Outside Man                          | Jacques Deray                     | Jean-Louis Trintignan, Ann-Margret, Roy Scheider                      | Franța · Italia                                                                    | Action thriller, crime thriller        |
| The Pyx                                  | Harvey Hart                       | Louise Rinfret                                                        | Canada                                                                             | [ 82 ]                                 |
| Quelques messieurs trop tranquilles      | Georges Lautner                   | André Pousse, Jean Lefebvre, Dani                                     | Franța                                                                             | [ 83 ]                                 |
| The Outfit                               | John Flynn                        | Robert Duvall, Karen Black, Joe Don Baker                             | Statele Unite ale Americii                                                         | Crime thriller                         |
| Scorpio                                  | Michael Winner                    | Burt Lancaster, Alain Delon, Paul Scofield                            | Statele Unite ale Americii                                                         | [ 85 ]                                 |
| Shamus                                   | Buzz Kulik                        | Burt Reynolds, Dyan Cannon, John Ryan                                 | Statele Unite ale Americii                                                         | Comedy thriller                        |
| Le silencieux                            | Claude Pinoteau                   | Lino Ventura, Lea Massari, Suzanne Flon                               | Franța · Italia                                                                    | [ 87 ]                                 |
| Sisters                                  | Brian De Palma                    | Margot Kidder, Jennifer Salt                                          | Statele Unite ale Americii                                                         | [ 88 ]                                 |
| Thriller – A Cruel Picture               | Bo Arne Vibenius                  | Christina Lindberg                                                    | Suedia                                                                             | Action thriller                        |
| Torso                                    | Sergio Martino                    | Angela Covello, Carla Brait, Patricia Adiutori                        | Italia                                                                             | [ 90 ]                                 |
| Traitement de choc                       | Alain Jessua                      | Alain Delon, Annie Girardot, Dr. Robert Hirsch                        | Franța · Italia                                                                    | [ 91 ]                                 |
| La Valise                                | Georges Lautner                   | Mireille Darc, Michel Constantin, Jean-Pierre Marielle                | Franța                                                                             | Comedy thriller                        |
| Wicked, Wicked                           | Richard L. Bare                   | Indira Danks, Kirk Bates                                              | Statele Unite ale Americii                                                         | [ 93 ]                                 |
| 1974                                     |                                   |                                                                       |                                                                                    |                                        |
| Bad Ronald                               | Buzz Kulik                        | Scott Jacoby, Pippa Scott, John Larch                                 | Statele Unite ale Americii                                                         | [ 94 ]                                 |
| The Black Windmill                       | Don Siegel                        | Michael Caine, Donald Pleasence, Delphine Seyrig                      | Regatul Unit al Marii Britanii și al Irlandei de Nord                              | [ 95 ]                                 |
| Borsalino & Co.                          | Jacques Deray                     | Alain Delon, Riccardo Cucciolla, Catherine Rouvel                     | Germania de Vest · Italia · Franța                                                 | [ 96 ]                                 |
| Bring Me the Head of Alfredo Garcia      | Sam Peckinpah                     | Warren Oates, Isela Vega, Gig Young                                   | Statele Unite ale Americii                                                         | Action thriller                        |
| The Centerfold Girls                     | John Peyser                       | Aldo Ray, Kitty Carl, Jeremy Slate                                    | Statele Unite ale Americii                                                         | [ 98 ]                                 |
| The Conversation                         | Francis Ford Coppola              | Gene Hackman, John Cazale, Allen Garfield                             | Statele Unite ale Americii                                                         | [ 99 ]                                 |
| Death Wish                               | Michael Winner                    | Charles Bronson, Hope Lange, Vincent Gardenia                         | Statele Unite ale Americii                                                         | [ 100 ]                                |
| Juggernaut                               | Richard Lester                    | Richard Harris, Omar Sharif, David Hemmings                           | Regatul Unit al Marii Britanii și al Irlandei de Nord                              | Action thriller                        |
| Macon County Line                        | Richard Compton                   | Cheryl Waters, Joan Blackman, Geoffrey Lewis                          | Statele Unite ale Americii                                                         | [ 102 ]                                |
| Nada                                     | Claude Chabrol                    | Fabio Testi, Maurice Garrel, Mariangela Melato                        | Franța · Italia                                                                    | [ 103 ]                                |
| Nuits Rouges                             | Georges Franju                    | Gayle Hunnicutt, Jacques Champreux, Josephine Chaplin                 | Franța · Italia                                                                    | [ 104 ]                                |
| The Odessa File                          | Ronald Neame                      | Jon Voight, Maximilian Schell, Maria Schell                           | Germania de Vest · Regatul Unit al Marii Britanii și al Irlandei de Nord           | Political thriller                     |
| The Parallax View                        | Alan J. Pakula                    | Warren Beatty, Hume Cronyn, William Daniels                           | Statele Unite ale Americii                                                         | [ 106 ]                                |
| Il Profumo della Signora in Nero         | Francesco Barilli                 |                                                                       | Italia                                                                             | [ 107 ]                                |
| Rabid Dogs                               | Mario Bava, Lamberto Bava         | Riccardo Cucciolla, Lea Lander, Maurice Poli                          | Italia                                                                             | [ 108 ]                                |
| The Secret                               | Robert Enrico                     | Jean-Louis Trintignant, Philippe Noiret, Marlène Jobert               | Franța                                                                             | [ 109 ]                                |
| Les Seins de glace                       | Georges Lautner                   | Claude Brasseur, Alain Delon, Nicoletta Machiavelli                   | Franța · Italia                                                                    | [ 110 ]                                |
| Spasmo                                   | Umberto Lenzi                     | Guido Alberti, Robert Hoffmann, Suzy Kendall                          | Italia                                                                             | [ 111 ]                                |
| Street Law                               | Enzo G. Castellari                | Renzo Palmer, Franco Nero, Gian Carlo Prete                           | Italia                                                                             | [ 112 ]                                |
| The Taking of Pelham One Two Three       | Joseph Sargent                    | Walter Matthau, Robert Shaw, Martin Balsam                            | Statele Unite ale Americii                                                         | [ 113 ]                                |
| 1975                                     |                                   |                                                                       |                                                                                    |                                        |
| Adieu poulet                             | Pierre Granier-Deferre            | Lino Ventura, Patrick Dewaere, Victor Lanoux                          | Franța                                                                             | [ 114 ]                                |
| L'Agression                              | Gérard Pirès                      | Jean-Louis Trintignant, Catherine Deneuve, Claude Brasseur            | Franța · Italia                                                                    | Action thriller, crime thriller        |
| Brannigan                                | Douglas Hickox                    | John Wayne, Richard Attenborough, Judy Geeson                         | Regatul Unit al Marii Britanii și al Irlandei de Nord                              | [ 116 ]                                |
| The Bullet Train                         | Junya Sato                        | Ken Takakura, Kei Yamamoto, Ken Utsui                                 | Japonia                                                                            | Action thriller                        |
| Deep Red                                 | Dario Argento                     | David Hemmings, Daria Nicolodi, Gabriele Lavia                        | Italia                                                                             | [ 118 ]                                |
| The Drowning Pool                        | Stuart Rosenberg                  | Paul Newman, Joanne Woodward, Anthony Franciosa                       | Statele Unite ale Americii                                                         | [ 119 ]                                |
| Farewell, My Lovely                      | Dick Richards                     | Robert Mitchum, Charlotte Rampling, John Ireland                      | Statele Unite ale Americii                                                         | [ 120 ]                                |
| Flic Story                               | Jacques Deray                     | Alain Delon, Jean-Louis Trintignant, Renato Salvatori                 | Franța · Italia                                                                    | [ 121 ]                                |
| French Connection II                     | John Frankenheimer                | Gene Hackman, Fernando Rey, Bernard Fresson                           | Statele Unite ale Americii                                                         | Action thriller                        |
| Hustle                                   | Robert Aldrich                    | Burt Reynolds, Catherine Deneuve, Ben Johnson                         | Statele Unite ale Americii                                                         | [ 123 ]                                |
| Il Faut Vivre Dangereusement             | Claude Makovski                   | Claude Brasseur, Annie Girardot, Sydne Rome                           | Franța                                                                             | Comedy thriller                        |
| Les innocents aux mains sales            | Claude Chabrol                    | Rod Steiger, Romy Schneider, Paolo Giusti                             | Franța · Germania de Vest · Italia                                                 | [ 125 ]                                |
| Jaws                                     | Steven Spielberg                  | Roy Scheider, Robert Shaw, Richard Dreyfuss                           | Statele Unite ale Americii                                                         | [ 126 ]                                |
| Jeune fille libre le soir                | René Clément                      | Maria Schneider, Sydne Rome, Robert Vaughn                            | Germania de Vest · Franța · Italia · Monaco                                        | Crime thriller, psychological thriller |
| The Killer Elite                         | Sam Peckinpah                     | James Caan, Robert Duvall, Arthur Hill                                | Statele Unite ale Americii                                                         | [ 128 ]                                |
| The Killer Must Kill Again               | Luigi Cozzi                       | George Hilton                                                         | Italia                                                                             | [ 129 ]                                |
| Nude per l'assassino                     | Andrea Bianchi                    | Femi Benussi, Edwige Fenech, Erna Schurer                             | Italia                                                                             | [ 130 ]                                |
| Peur sur la ville                        | Henri Verneuil                    | Jean-Paul Belmondo, Charles Denner, Adalberto Maria Merli             | Franța · Italia                                                                    | [ 131 ]                                |
| Psychic Killer                           | Ray Danton                        | Jim Hutton, Paul Burke, Julie Adams                                   | Statele Unite ale Americii                                                         | [ 132 ]                                |
| The Stepford Wives                       | Bryan Forbes                      | Katharine Ross, Paula Prentiss, Peter Masterson                       | Statele Unite ale Americii                                                         | [ 133 ]                                |
| Three Days of the Condor                 | Sydney Pollack                    | Robert Redford, Faye Dunaway                                          | Statele Unite ale Americii                                                         | [ 134 ]                                |
| The Wilby Conspiracy                     | Ralph Nelson                      | Sidney Poitier, Michael Caine, Nicol Williamson                       | Regatul Unit al Marii Britanii și al Irlandei de Nord                              | [ 135 ]                                |
| 1976                                     |                                   |                                                                       |                                                                                    |                                        |
| Alice, Sweet Alice                       | Alfred Sole                       | Linda G. Miller, Mildred Clinton, Paula Sheppard                      | Statele Unite ale Americii                                                         | [ 136 ]                                |
| L'Alpagueur                              | Philippe Labro                    | Jean-Paul Belmondo, Bruno Cremer, Patrick Fierry                      | Franța                                                                             | [ 137 ]                                |
| Assault on Precinct 13                   | John Carpenter                    | Austin Stoker, Gilbert De la Pena, Darwin Joston                      | Statele Unite ale Americii                                                         | Action thriller                        |
| Cadaveri Eccellenti                      | Francesco Rosi                    | Lino Ventura, Alain Cuny, Paolo Bonacelli                             | Italia · Franța                                                                    | [ 139 ]                                |
| Carrie                                   | Brian De Palma                    | Sissy Spacek, Piper Laurie, Amy Irving                                | Statele Unite ale Americii                                                         | Supernatural thriller                  |
| The Cassandra Crossing                   | George Pan Cosmatos               | Richard Harris, Ava Gardner, Sophia Loren, Martin Sheen, O.J. Simpson | Statele Unite ale Americii · Germania de Vest · Italia                             | [ 141 ]                                |
| Comme un boomerang                       | José Giovanni                     | Alain Delon, Charles Vanel, Carla Gravina                             | Franța · Italia                                                                    | Crime thriller                         |
| Le Corps de mon ennemi                   | Henri Verneuil                    | Jean-Paul Belmondo, Bernard Blier, Marie-France Pisier                | Franța                                                                             | [ 143 ]                                |
| The Enforcer                             | James Fargo                       | Clint Eastwood, Harry Guardino, Bradford Dillman                      | Statele Unite ale Americii                                                         | [ 144 ]                                |
| Family Plot                              | Alfred Hitchcock                  | Karen Black, Bruce Dern, Barbara Harris                               | Statele Unite ale Americii                                                         | [ 145 ]                                |
| The House with Laughing Windows          | Pupi Avati                        | Lino Capolicchio, Francesca Marciano                                  | Italia                                                                             | [ 146 ]                                |
| Invisible Strangler                      | John Florea                       | Robert Foxworth, Stefanie Powers, Elke Sommer                         | Statele Unite ale Americii                                                         | [ 147 ]                                |
| The Little Girl Who Lives Down the Lane  | Nicolas Gessner                   | Jodie Foster, Martin Sheen, Alexis Smith                              | Canada · Franța                                                                    | [ 148 ]                                |
| The Man on the Roof                      | Bo Widerberg                      | Gus Dahlstrom, Harald Hamrell, Thomas Hellberg                        | Suedia                                                                             | [ 149 ]                                |
| Marathon Man                             | John Schlesinger                  | Dustin Hoffman, Laurence Olivier, Roy Scheider                        | Statele Unite ale Americii                                                         | [ 150 ]                                |
| Obsession                                | Brian De Palma                    | Cliff Robertson, Geneviève Bujold, John Lithgow                       | Statele Unite ale Americii                                                         | [ 151 ]                                |
| Police Python 357                        | Alain Corneau                     | Yves Montand, Simone Signoret, François Périer                        | Franța                                                                             | [ 152 ]                                |
| Silver Streak                            | Arthur Hiller                     | Gene Wilder, Jill Clayburgh, Richard Pryor                            | Statele Unite ale Americii                                                         | [ 153 ]                                |
| The Tenant                               | Roman Polanski                    | Roman Polanski, Isabelle Adjani, Melvyn Douglas                       | Franța · Statele Unite ale Americii                                                | [ 154 ]                                |
| Two-Minute Warning                       | Larry Peerce                      | Charlton Heston, John Cassavetes, Martin Balsam, Beau Bridges         | Statele Unite ale Americii                                                         | [ 155 ]                                |
| 1977                                     |                                   |                                                                       |                                                                                    |                                        |
| Anima persa                              | Dino Risi                         | Vittorio Gassman, Catherine Deneuve, Danilo Mattei                    | Franța · Italia                                                                    | [ 156 ]                                |
| Armaguedon                               | Alain Jessua                      | Alain Delon, Jean Yanne, Renato Salvatori                             | Franța · Italia                                                                    | [ 157 ]                                |
| Audrey Rose                              | Robert Wise                       | Marsha Mason, Anthony Hopkins, John Beck                              | Statele Unite ale Americii                                                         | Psychological thriller                 |
| Black Sunday                             | John Frankenheimer                | Robert Shaw, Bruce Dern, Marthe Keller                                | Statele Unite ale Americii                                                         | Action thriller                        |
| The Car                                  | Elliot Silverstein                | James Brolin, Kathleen Lloyd, John Marley                             | Statele Unite ale Americii                                                         | Supernatural thriller                  |
| Death of a Corrupt Man                   | Georges Lautner                   | Alain Delon, Ornella Muti, Stéphane Audran                            | Franța                                                                             | [ 161 ]                                |
| The Domino Principle                     | Stanley Kramer                    | Gene Hackman, Candice Bergen, Richard Widmark                         | Statele Unite ale Americii                                                         | [ 162 ]                                |
| Le Gang                                  | Jacques Deray                     | Alain Delon, Roland Bertin, Nicole Calfa                              | Franța · Italia                                                                    | Crime thriller                         |
| The Gauntlet                             | Clint Eastwood                    | Clint Eastwood, Sondra Locke, Pat Hingle                              | Statele Unite ale Americii                                                         | Action thriller                        |
| Hitch-Hike                               | Pasquale Festa Campanile          | Corinne Cléry, David Hess, John Loffredo                              | Italia                                                                             | [ 165 ]                                |
| Le Juge Fayard dit Le Shériff            | Yves Boisset                      | Patrick Dewaere, Aurore Clément, Philippe Léotard                     | Franța · Italia                                                                    | [ 166 ]                                |
| La Menace                                | Alain Corneau                     | Yves Montand, Marie Dubois, Carole Laure                              | Franța · Canada                                                                    | [ 167 ]                                |
| Rollercoaster                            | James Goldstone                   | George Segal, Timothy Bottoms, Henry Fonda, Richard Widmark           | Statele Unite ale Americii                                                         | Action thriller                        |
| Sette note in nero                       | Lucio Fulci                       | Jennifer O'Neill, Gabriele Ferzetti, Marc Porel                       | Italia                                                                             | [ 169 ]                                |
| Sleeping Dogs                            | Roger Donaldson                   | Sam Neill, Bernard Kearns, Nevan Rowe                                 | Noua Zeelandă                                                                      | [ 170 ]                                |
| Telefon                                  | Don Siegel                        | Charles Bronson, Lee Remick, Donald Pleasence                         | Statele Unite ale Americii                                                         | Action thriller                        |
| Twilight's Last Gleaming                 | Robert Aldrich                    | Burt Lancaster, Richard Widmark, Charles Durning                      | Germania de Vest · Statele Unite ale Americii                                      | [ 172 ]                                |
| 1978                                     |                                   |                                                                       |                                                                                    |                                        |
| The Big Sleep                            | Michael Winner                    | Robert Mitchum, Sarah Miles, Richard Boone                            | Regatul Unit al Marii Britanii și al Irlandei de Nord                              | [ 173 ]                                |
| The Boys From Brazil                     | Franklin J. Schaffner             | Gregory Peck, Laurence Olivier, James Mason                           | Statele Unite ale Americii                                                         | [ 174 ]                                |
| Capricorn One                            | Peter Hyams                       | Elliott Gould, James Brolin, Brenda Vaccaro                           | Statele Unite ale Americii                                                         | [ 175 ]                                |
| Coma                                     | Michael Crichton                  | Geneviève Bujold, Michael Douglas, Elizabeth Ashley                   | Statele Unite ale Americii                                                         | [ 176 ]                                |
| Dossier 51                               | Michel Deville                    | François Marthouret, Daniel Mesguich, Roger Planchon                  | Franța                                                                             | [ 177 ]                                |
| The Driver                               | Walter Hill                       | Ryan O'Neal, Bruce Dern, Isabelle Adjani                              | Statele Unite ale Americii                                                         | Crime thriller                         |
| Enigma Rosso                             | Alberto Negrin                    | Ivan Desny, Christine Kaufmann, Fabio Testi                           | Italia · Spania · Germania de Vest                                                 | [ 179 ]                                |
| Eyes of Laura Mars                       | Irvin Kershner                    | Faye Dunaway, Tommy Lee Jones, Brad Dourif                            | Statele Unite ale Americii                                                         | [ 180 ]                                |
| The Fury                                 | Brian De Palma                    | Kirk Douglas, John Cassavetes, Carrie Snodgress                       | Statele Unite ale Americii                                                         | [ 181 ]                                |
| Good Guys Wear Black                     | Ted Post                          | Chuck Norris, Anne Archer, Lloyd Haynes                               | Statele Unite ale Americii                                                         | Action thriller                        |
| Invasion of the Body Snatchers           | Philip Kaufman                    | Donald Sutherland, Brooke Adams, Leonard Nimoy                        | Statele Unite ale Americii                                                         | [ 183 ]                                |
| Long Weekend                             | Colin Eggleston                   | John Hargreaves, Briony Behet, Michael Aitkens                        | Statele Unite ale Americii                                                         | [ 184 ]                                |
| Magic                                    | Richard Attenborough              | Anthony Hopkins, Ann-Margret, Burgess Meredith                        | Statele Unite ale Americii                                                         | [ 185 ]                                |
| The Medusa Touch                         | Jack Gold                         | Richard Burton, Lino Ventura, Lee Remick                              | Franța · Regatul Unit al Marii Britanii și al Irlandei de Nord                     | [ 186 ]                                |
| Patrick                                  | Richard Franklin                  | Susan Penhaligon, Robert Helpmann, Rod Mullinar                       | Australia                                                                          | [ 187 ]                                |
| The Silent Partner                       | Daryl Duke                        | Susannah York, Christopher Plummer, Elliott Gould                     | Canada                                                                             | [ 188 ]                                |
| Solamente nero                           | Antonio Bido                      | Massimo Serato, Craig Hill, Stefania Casini                           | Statele Unite ale Americii                                                         | [ 189 ]                                |
| Tendre poulet                            | Philippe de Broca                 | Annie Girardot, Philippe Noiret, Catherine Alric                      | Franța                                                                             | Comedy thriller                        |
| Un papillon sur l'épaule                 | Jacques Deray                     | Lino Ventura, Nicole Garcia, Claudine Auger                           | Franța                                                                             | [ 191 ]                                |
| 1979                                     |                                   |                                                                       |                                                                                    |                                        |
| Bloodline                                | Terence Young                     | Audrey Hepburn, Ben Gazzara, James Mason                              | Statele Unite ale Americii                                                         | [ 192 ]                                |
| The Butterfly Murders                    | Tsui Hark                         | Lau Siu-Ming, Eddy Ko                                                 | Hong Kong                                                                          | [ 193 ]                                |
| Les Chiens                               | Alain Jessua                      | Victor Lanoux, Nicole Calfan, Gérard Depardieu                        | Franța                                                                             | [ 194 ]                                |
| The China Syndrome                       | James Bridges                     | Jane Fonda, Jack Lemmon, Michael Douglas                              | Statele Unite ale Americii                                                         | [ 195 ]                                |
| Cuba                                     | Richard Lester                    | Richard Lester, Brooke Adams, Héctor Elizondo                         | Statele Unite ale Americii                                                         | Political thriller                     |
| Firepower                                | Michael Winner                    | Sophia Loren, James Coburn, O. J. Simpson                             | Regatul Unit al Marii Britanii și al Irlandei de Nord                              | [ 197 ]                                |
| The First Great Train Robbery            | Michael Crichton                  | Sean Connery, Donald Sutherland, Lesley-Anne Down                     | Regatul Unit al Marii Britanii și al Irlandei de Nord                              | [ 198 ]                                |
| Flic ou voyou                            | Georges Lautner                   | Jean-Paul Belmondo, Marie Laforêt, Georges Géret                      | Franța                                                                             | [ 199 ]                                |
| I as in Icarus                           | Henri Verneuil                    | Yves Montand, Michel Etcheverry, Roger Planchon                       | Franța                                                                             | [ 200 ]                                |
| Last Embrace                             | Jonathan Demme                    | Roy Scheider, Janet Margolin, Christopher Walken                      | Statele Unite ale Americii                                                         | [ 201 ]                                |
| When a Stranger Calls                    | Fred Walton                       | Carol Kane, Charles Durning, Colleen Dewhurst                         | Statele Unite ale Americii                                                         | [ 202 ]                                |
| Winter Kills                             | William Richert                   | Jeff Bridges                                                          | Statele Unite ale Americii                                                         | [ 203 ]                                |